# HD 213429
HD 213429 è una stella nana bianco-gialla nella sequenza principale di magnitudine 6,16 situata nella costellazione dell'Aquario. Dista 83 anni luce dal sistema solare.

## Osservazione
Si tratta di una stella situata nell'emisfero celeste australe, ma molto in prossimità dell'equatore celeste; ciò comporta che possa essere osservata da tutte le regioni abitate della Terra senza alcuna difficoltà e che sia invisibile soltanto molto oltre il circolo polare artico. Nell'emisfero sud invece appare circumpolare solo nelle aree più interne del continente antartico. Essendo di magnitudine pari a 6,2, non è osservabile ad occhio nudo; per poterla scorgere è sufficiente comunque anche un binocolo di piccole dimensioni, a patto di avere a disposizione un cielo buio.
Il periodo migliore per la sua osservazione nel cielo serale ricade nei mesi compresi fra fine agosto e dicembre; da entrambi gli emisferi il periodo di visibilità rimane indicativamente lo stesso, grazie alla posizione della stella non lontana dall'equatore celeste.

## Caratteristiche fisiche
HD 213429 è una stella binaria spettroscopica: la componente principale è una stella è una nana bianco-gialla di tipo spettrale F8V, poco più calda e massiccia del Sole. La secondaria ha una massa di 0,78 M⊙, dovrebbe quindi trattarsi di una nana arancione
Il periodo orbitale delle due stelle è di 631 giorni.